# Parafia św. Michała Archanioła w Małej
Parafia św. Michała Archanioła w Małej − parafia rzymskokatolicka z siedzibą w Małej, znajdująca się w diecezji rzeszowskiej, w dekanacie Wielopole Skrzyńskie. 
Erygowana w 1596 roku.